# Marián Hossa

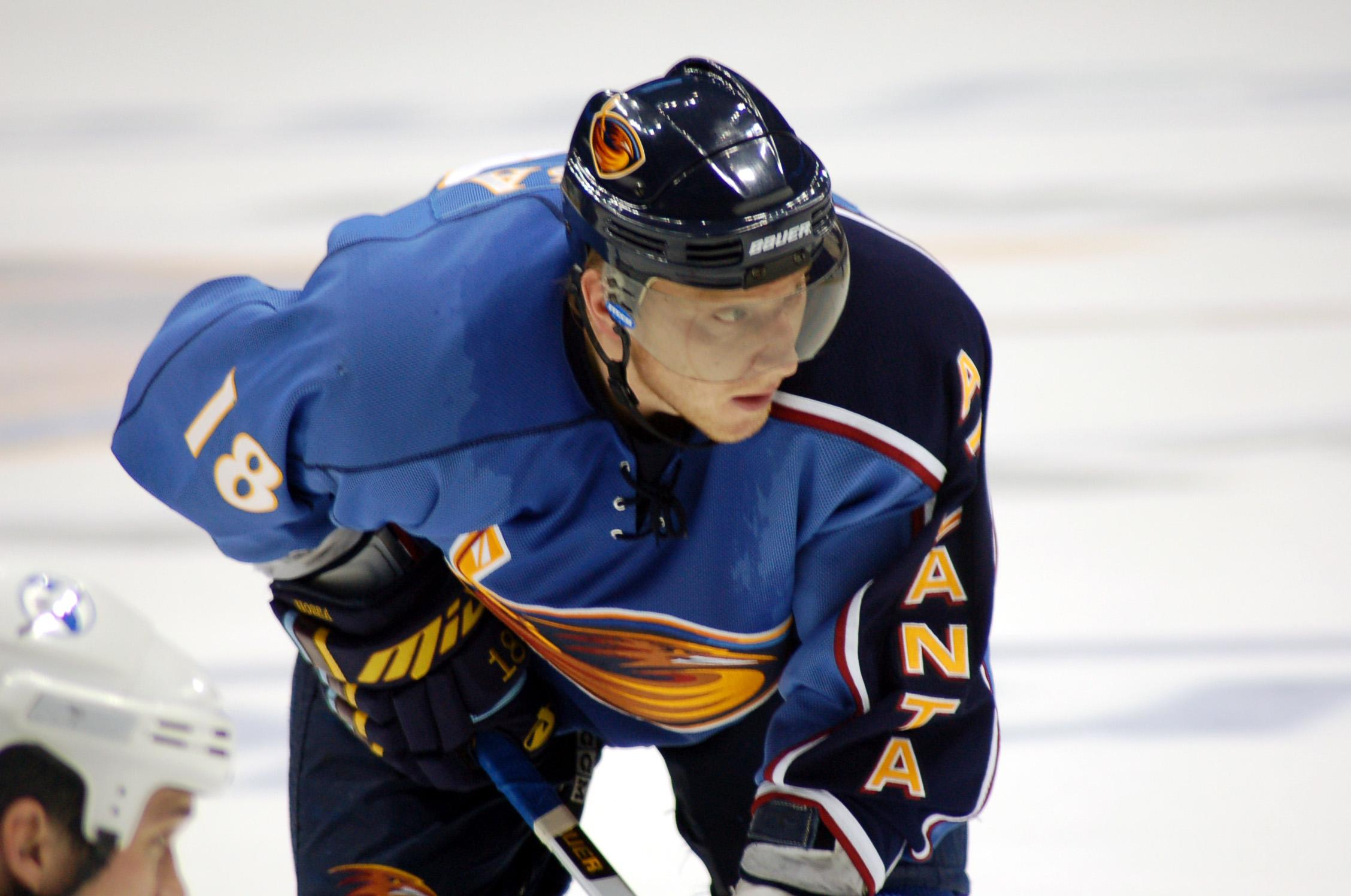
Marián Hossa, 2007

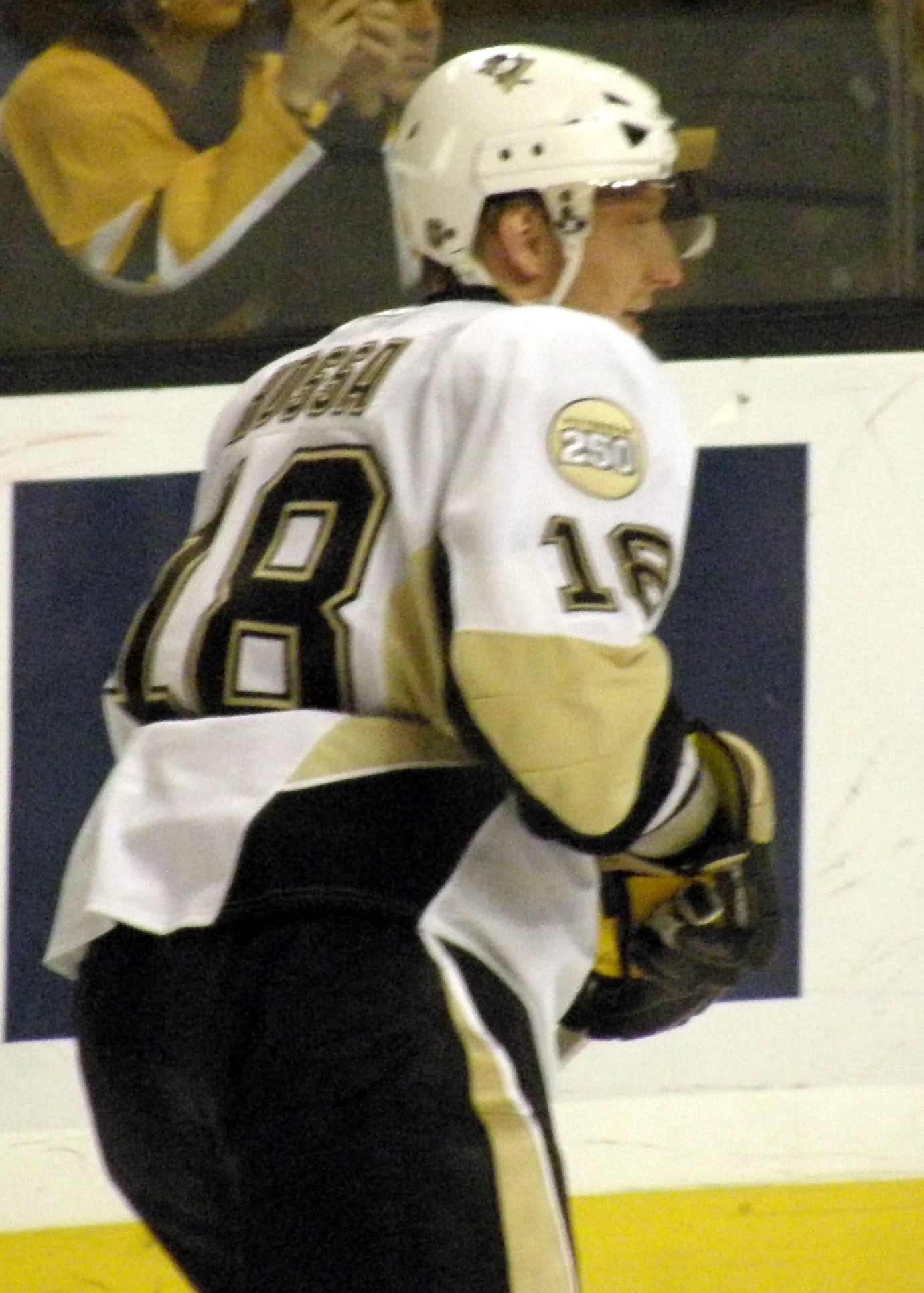
Marián Hossa, 2008

Marián Hossa (Stará Ľubovňa, 12 januari 1979) is een Slowaakse ijshockeyspeler. Hij tekende op 1 juli 2009 een twaalfjarig contract bij Chicago Blackhawks, dat hem overnam van Detroit Red Wings. In de 1997 entry draft werd hij als twaalfde gekozen. Hossa is de oudere broer van ijshockeyspeler Marcel Hossa.
In 2008 werd hij, terwijl hij voor de Atlanta Thrashers speelde, vlak voor de 'trade deadline' naar de Pittsburgh Penguins gestuurd. Dat jaar haalde hij met de Penguins de finale van de Stanley Cup. Deze werd verloren van de Detroit Red Wings. Tijdens de zomer van 2008 besloot hij om een contractaanbod van de Penguins te weigeren en te tekenen voor bij Detroit Red Wings. Hier verdiende hij minder dan hij bij vele andere teams kon krijgen. Hij zei: Ik kies voor het team waar ik de meeste kans op het winnen van de Stanley Cup heb. Dit zette nogal kwaad bloed in Pittsburgh omdat ze als 'B ploegje' neergezet werden. Hossa kreeg bijna gelijk. De Red Wings haalden de finale, maar verloren die van de Pittsburgh Penguins. In de zomer van dat jaar besloot hij om naar de grote rivaal van Detroit te gaan, de Chicago Blackhawks. In 2010 won het met de Blackhawks wel de Stanley Cup.

## Carrière
NHL:
- Ottawa Senators (1997/1998 - 2003/2004)
- Atlanta Thrashers (2005/2006 - 2008)
- Pittsburgh Penguins (2008 - 2008)
- Detroit Red Wings (2008 - 2009)
- Chicago Blackhawks (2009 - ...)

## Prijzen
- 1997 - Slowaakse landskampioen met Dukla Trenčín
- 1998 - Jim Piggott Memorial Trophy
- 1998 - Memorial Cup met Portland Winter Hawks
- 1999 - NHL All-Rookie Team
- 2001, 2003, 2007, 2008 - NHL All-Star
- 2006, 2007, 2008 - Slowaakse ijshockeyspeler van het Jaar
- 2010, 2013, 2015 - Stanley Cup

## Internationaal
Hossa heeft voor Slowakije gespeeld in de volgende competities:
- 1997 Wereldkampioenschap
- 1999 Wereldkampioenschap
- 2001 Wereldkampioenschap
- 2002 Olympische Winterspelen
- 2004 Wereldkampioenschap
- 2005 Wereldkampioenschap
- 2006 Olympische Winterspelen
- 2006 Wereldkampioenschap
- 2007 Wereldkampioenschap
- 2010 Olympische Winterspelen